# Judit Gal
Judit Gal, Gál Judit in ungherese (Budapest, 9 marzo 1971), è una traduttrice e scrittrice ungherese naturalizzata italiana, specialista in traduzioni letterarie dall'italiano in ungherese.

## Biografia
Laureata in lingua e letteratura italiana, in pedagogia e in giurisprudenza presso l'Università Loránd Eötvös di Budapest. Dal 1994 ha iniziato l'attività di traduttore letterario traducendo dall'ungherese in italiano alcune parti di un saggio di Sándor Ferenczi e, dall'italiano in ungherese, di romanzi e saggi di vari autori italiani tra cui Claudio Magris, Umberto Eco, Carlo Maria Martini, Carlo Ginzburg, Tullio Kezich, Massimo Montanari, Paolo Maurensig, Maurizio Ferraris ed altri. È divenuta nota al pubblico specialistico ungherese soprattutto grazie alla traduzione di opere di Claudio Magris ed Umberto Eco.
Nel 2010 ha pubblicato un saggio storico sulla cosiddetta diaspora greco-ortodossa in Ungheria.

## Opere pubblicate
Opere scritte:
- Adatok a váci ortodox keresztény közösség történetéhez (Contributi alla storia della comunità cristiano ortodossa di Vác) di Judit Gal. Collana Limes edizioni dell'Archivio di Stato della Città di Vác (2010) ISBN 978-963-87737-5-3
- Pubblicazioni sul processo penale minorile

Principali opere tradotte:
- La mia amicizia con Miksa Schächter di Sándor Ferenczi, per Bollati Boringhieri (parziale) (1992) ISBN 88-339-0693-0
- La fame e l'abbondanza di Massimo Montanari, per Atlantisz Kiadó (1996) ISBN 963-7978-81-X
- La ricerca della lingua perfetta di Umberto Eco, per Atlantisz Kiadó (1998) ISBN 963-7978-86-0
- La variante di Luneburg di Paolo Maurensig, per Park Kiadó (1999) ISBN 963-530-474-9
- Kant e l'ornitorinco di Umberto Eco, per Európa Kiadó (1999) ISBN 963-07-6527-6
- In cosa crede chi non crede di Carlo Maria Martini ed Umberto Eco, per Európa Kiadó (2000) ISBN 963-07-7053-9
- Storia notturna di Carlo Ginzburg, per Európa Kiadó (2003) ISBN 963-07-7239-6
- Federico Fellini, la vita e i film di Tullio Kezich, per Európa Kiadó (2006) ISBN 963-07-7987-0
- Alla cieca di Claudio Magris, per Európa Kiadó (2007) ISBN 978-963-07-8264-7
- Dove sei? Ontologia del telefonino di Maurizio Ferraris, per Európa Kiadó (2008) ISBN 978-963-07-8480-1
- Un giorno perfetto di Melania Mazzucco, per Európa Kiadó (2009) ISBN 978-963-07-8737-6
- Pasolini di Nico Naldini, per Európa Kiadó (2010) ISBN 978-963-07-8940-0
- Bianca come il latte, rossa come il sangue di Alessandro D'Avenia, per Európa Kiadó (2011) ISBN 978-963-07-9155-7

## Riconoscimenti
Premio "Attila Zoltan" 2003 (Európa Kiadó), come miglior traduttore letterario in ungherese.